# Mordechaj Cemach Katz
Mordechai haKohen Katz, zvaný Cemach (existuje mnoho variant jména: Mordechai Zemach Katz, Mordechai (rabbi) Caz, Mordechai Cohen, Mordechai Zemach Cohen, Mordechai ben Gershom Ha-Kohen a Mordechai ben Gershom Ha-Kohen a Mordechai ben Gershon Kaz nebo Gershon Kaz, také Mordechai Zemach Kohen, apod.1502, Praha - 1591 tamtéž) byl židovský knihtiskař hebrejské literatury z pražského rodu Geršonů a spoluzakladatel Pražského pohřebního bratrstva.

## Život
Byl jedním ze čtyř synů Geršona ben Šlomo Kohena Katze (1475-1541).
V roce 1561 se Mordechaji Cemachovi na jeho přímluvu u papeže Pia IV. podařilo odvolat výnos krále Ferdinanda I. o vyhnání Židů z Prahy, který údajně složil přísahu papeži Klementovi VII. v roce 1526.  
Mordechaj Cemach Katz zemřel v roce 1591 a byl pohřben na starém židovském hřbitově v Praze vedle svého syna Becalela Cemacha (1524-1589). Jeho další děti byli: 
- Pesach ben Mordechai Katz (1522-1569),
- Solomon ben Mordechai Katz (1528-1594),
- Samuel ben Mordechai Katz (1532-1578)
- Geršom Jisra'el ben Mordechai Katz (1541-1587).
- a dcera Mirjam Menucha Katzová (1530-1558), která stejně jako její sourozenci zemřela v Praze.